# Goemonserien
Ganbare Goemon (がんばれゴエモン? lit. "Go for it, Goemon!"), i Nordamerika och PAL-regionen känd som Goemon eller Mystical Ninja, är en dator- och TV-spelserie från Konami, utgivna från 1986. Spelen utspelar sig i det feodala Japan. Flera spinofftitlar ur olika genrer har också utvecklats.

## Spel
| Titel                                                       | Släppår   |
| ----------------------------------------------------------- | --------- |
| Mr. Goemon                                                  | 1986      |
| Ganbare Goemon! Karakuri Douchuu: Machi Hen                 | 1986      |
| Ganbare Goemon! Karakuri Dōchū                              | 1986      |
| Ganbare Goemon! Karakuri Dōchū                              | 1987      |
| Ganbare Goemon 2                                            | 1989      |
| Ganbare Goemon Gaiden: Kieta Ōgon Kiseru                    | 1990      |
| Ganbare Goemon: Ebisumaru Kiki Ippatsu                      | 1990      |
| The Legend of the Mystical Ninja                            | 1991      |
| Ganbare Goemon: Sarawareta Ebisumaru!                       | 1991      |
| Ganbare Goemon Gaiden 2: Tenka no Zaihō                     | 1992      |
| Ganbare Goemon 2: Kiteretsu Shōgun Magginesu                | 1993      |
| Ganbare Goemon 3: Shishijūrokubē no Karakuri Manji Gatame   | 1994      |
| Ganbare Goemon Kirakira Dōchū: Boku ga Dancer ni Natta Wake | 1995      |
| Soreyuke Ebisumaru! Karakuri Meiro - Kieta Goemon no Nazo!! | 1996      |
| Ganbare Goemon: Uchū Kaizoku Akogingu                       | 1996      |
| Ganbare Goemon: Kurofune Tou no Nazo                        | 1997      |
| Ganbare Goemon: Neo Momoyama Bakufu no Odori                | 1997      |
| Ganbare Goemon (Medal Game)                                 | 1997      |
| Ganbare Goemon: Derodero Douchuu Obake Tenkomori            | 1998      |
| Ganbare Goemon: Kuru Nara Koi! Ayashige Ikka no Kuroi Kage  | 1998      |
| Ganbare Goemon: Tengu-tō no Gyakushū!                       | 1999      |
| Ganbare Goemon: Mononoke Dōchū Tobidase Nabe-Bugyō!         | 1999      |
| Goemon Mononoke Sugoroku                                    | 1999      |
| Ganbare Goemon: Hoshizorashi Dynamites Arawaru!!            | 2000      |
| Bōken Jidai Katsugeki Goemon                                | 2000      |
| Ganbare Goemon: Ōedo Daikaiten                              | 2001      |
| Ganbare Goemon: Tsūkai Game Apli                            | 2002-2003 |
| Mini Kyodai Robo Goemon Compact                             | 2003      |
| Kessakusen! Ganbare Goemon 1 & 2                            | 2005      |
| Ganbare Goemon: Shishijūrokubē no Karakuri Manji Gatame     | 2005      |
| Ganbare Goemon! Karakuri Dōchū                              | 2005      |
| Ganbare Goemon: Tōkai Dōchū Ōedo Tengu ri Kaeshi no Maki    | 2005      |
| Ganbare Goemon Gaiden: Kieta Ōgon Kiseru                    | 2007      |
| Ganbare Goemon Pachisuro                                    | 2009      |
| Ganbare Goemon Pachisuro 2                                  | 2011      |

### Fotnoter
1. ↑  ”Ganbare Goemon series” (på engelska). Mobygames. http://www.mobygames.com/game-group/ganbare-goemon-series. Läst 10 maj 2015.